# Condado de Jefferson (Iowa)
El condado de Jefferson (en inglés: Jefferson County, Iowa), fundado en 1839, es uno de los 99 condados del estado estadounidense de Iowa. En el año 2000 tenía una población de 16 181 habitantes con una densidad poblacional de 6 personas por km². La sede del condado es Fairfield.

## Historia
El Condado de Jefferson, se formó el 21 de enero de 1839. 

## Geografía
Según la Oficina del Censo, el condado tiene un área total de 1131 km² (436,7 mi²), de la cual 1128 km² (435,5 mi²) es tierra y 4 km² (1,5 mi²) es agua.

### Condados adyacentes
- Condado de Keokuk noroeste
- Condado de Washington noreste
- Condado de Henry este
- Condado de Van Buren sur
- Condado de Wapello oeste

## Demografía
En el 2000 la renta per cápita promedia del condado era de $33 851, y el ingreso promedio para una familia era de $43 819. El ingreso per cápita para el condado era de $19 579. En 2000 los hombres tenían un ingreso per cápita de $32 066 contra $22 479 para las mujeres. Alrededor del 10.90% de la población estaba bajo el umbral de pobreza nacional.
| 1900   | 1910   | 1920   | 1930   | 1940   | 1950   | 1960   | 1970   | 1980   | 1990   | 2000   |
| ------ | ------ | ------ | ------ | ------ | ------ | ------ | ------ | ------ | ------ | ------ |
| 17 437 | 15 951 | 16 440 | 16 241 | 15 762 | 15 696 | 15 818 | 15 774 | 16 316 | 16 310 | 16 181 |

## Lugares

### Ciudades

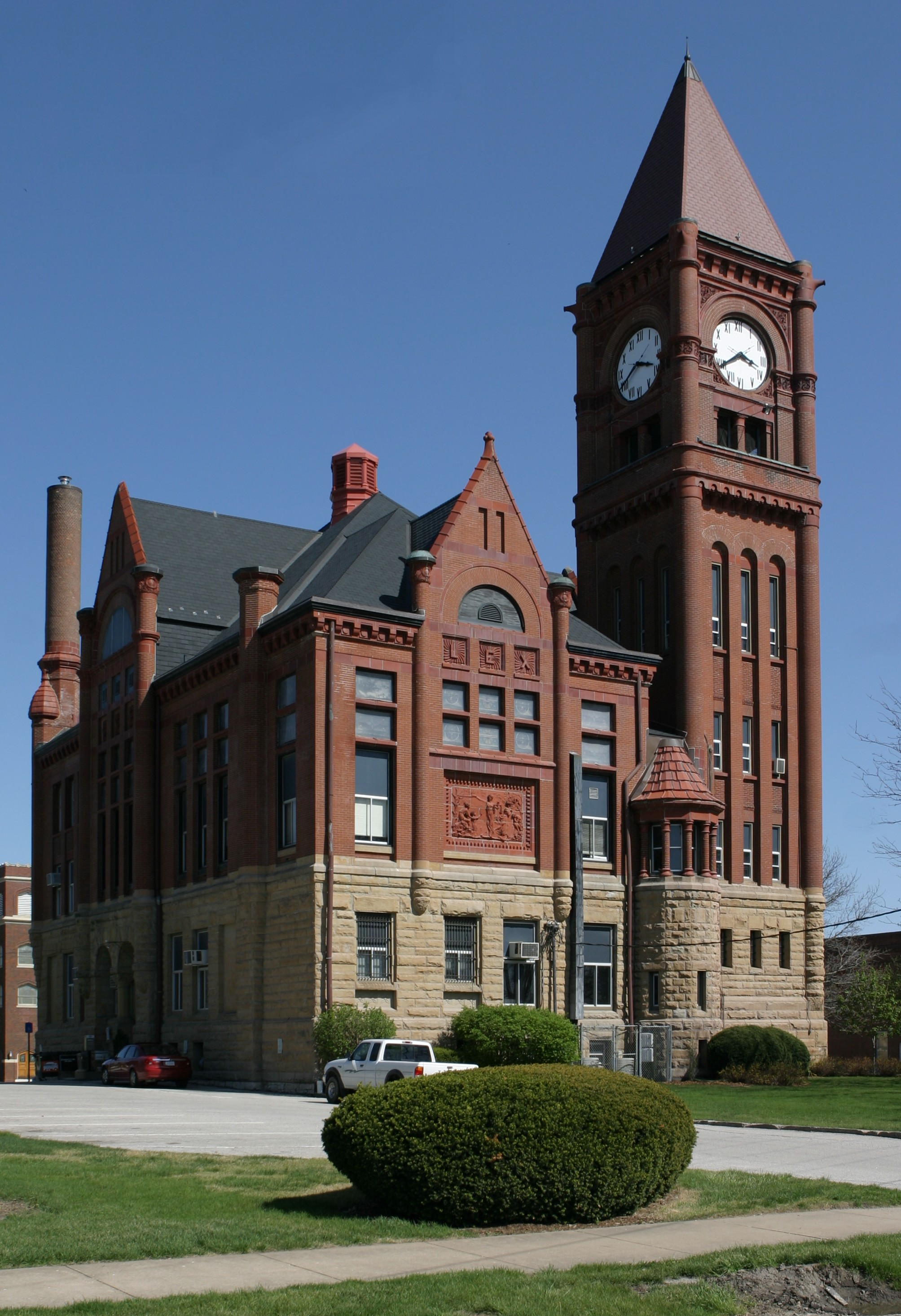
Palacio de Justicia del Condado de Jefferson

- Batavia
- Coppock
- Fairfield
- Libertyville
- Lockridge
- Maharishi Vedic City
- Packwood
- Pleasant Plain

### Principales carreteras
- U.S. Highway 34
- Carretera de Iowa 1
- Carretera de Iowa 78